# Чехова, Анна Дмитриевна
Анна Дмитриевна Чехова (11 апреля 1924 — 25 ноября 1997) — ведущая концертов академической музыки, конферансье.

## Биография
С начала 1960-х являлась ведущей концертов Международного конкурса имени П И. Чайковского, Конкурса имени М. И. Глинки и др., фестивалей искусств «Русская зима», «Московские звёзды» и др.
В её сферу интересов входили все концерты ведущих оркестров Москвы, таких как Государственный академический симфонический оркестр СССР, Московский государственный симфонический оркестр, Большой симфонический оркестр Центрального телевидения и Всесоюзного радио, Симфонический оркестр Министерства культуры СССР и др., проводила сольные вечера таких выдающихся музыкантов, как Святослав Рихтер, Эмиль Гилельс, Давид Ойстрах, Леонид Коган и многих других, активно сотрудничала с солистами Большого театра и неоднократно вела концерты Ирины Архиповой, Бэлы Руденко, Сергея Лемешева, Ивана Козловского, Елены Образцовой, Евгения Нестеренко, Юрия Гуляева и многих других.
Неоднократно проводила авторские концерты ведущих советских композиторов: Георгия Свиридова, Арама Хачатуряна, Тихона Хренникова, Родиона Щедрина, Отара Тактакишвили, Дмитрия Кабалевского и др.
В 1986 году вела концерт всемирно известной итальянской певицы Кати Ричарелли в Большом театре СССР.
В 1990-е годы по причине болезни она стала реже вести концерты.
Скончалась 25 ноября 1997 года в Москве, похоронена на Ваганьковском кладбище.

## Стиль
Её называли «талисманом» Большого зала, а её искусство — феноменальным и непревзойдённым.